# Porky's Pooch

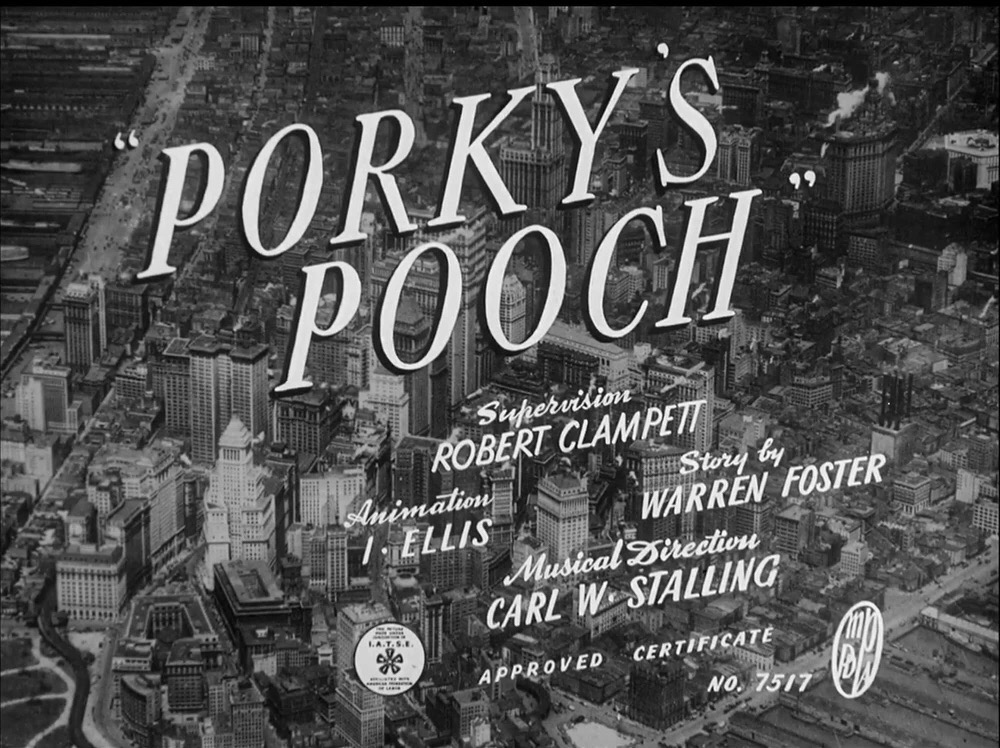
Extrait du film Porky's Pooch (1941)

Porky's Pooch est un cartoon, réalisé par Bob Clampett et sorti en 1941, qui met en scène Porky Pig.